# Al-Hudayda (provins)
al-Hudayda (arabiska: الحديدة) är en provins i västra Jemen, beläget vid Röda havet. Den administrativa huvudorten är al-Hudayda.
Provinsen har 2 157 552 invånare och en yta på 13 250 km².

## Distrikt
- Alluheya
- Bajil
- Bayt al-Faqih
- Bura
- ad-Dahi
- ad-Durayhimi
- al-Garrahi
- al-Hajjayla
- al-Hali
- al-Hawak
- Hays
- Jabal Ras
- Kamaran
- al-Khawkha
- al-Mansuriyya
- al-Marawia
- al-Mighlaf
- al-Mina
- al-Munira
- al-Qanawis
- as-Salif
- as-Sukhna
- at-Tuhayat
- Zabid
- az-Zaydiyya
- az-Zuhra